# Isaak Theodoridis
Isaak Theodoridis (gr. Ισαάκ Θεοδωρίδης, Isaak Teodoridis; ur. 12 lutego 1968 w Stuttgarcie) – grecki a od 1995 roku szwedzki zapaśnik walczący w stylu klasycznym. Olimpijczyk z Barcelony 1992, gdzie zajął jedenaste miejsce w kategorii 57 kg.
Dwukrotny uczestnik mistrzostw świata, dziewiąty w 1991. Brązowy medalista  mistrzostw Europy w 1992. Drugi na igrzyskach śródziemnomorskich w 1991 roku.
- Turniej w Barcelonie 1992

Przegrał z Andrasem Sike z Węgier i Kubańczykiem Williamem Larą i odpadł z turnieju.